# Dyjan
Dyjan Carlos de Azevedo (ur. 23 czerwca 1991 w Dois Córregos) – brazylijski piłkarz występujący na pozycji skrzydłowego, od 2024 roku zawodnik czeskiego Slovácko.